# Церковь Святого Иоанна Крестителя (Моньо)
Церковь Святого Иоанна Крестителя (итал. Chiesa di San Giovanni Battista,нем. Kirche San Giovanni Battista) — католическая церковь, названная в честь святого Иоанна Крестителя, которая расположена  в деревне Моньо, кантон Тичино, Швейцария. Она был построена в 1994–1996 годах на месте более старой церкви (1626 года), снесенной лавиной в 1986 году. 
Новую церковь спроектировал швейцарский архитектор Марио Ботта, который использовал мрамор и гранит из местных долин.

## Описание
Церковь имеет строение эллиптического плана с наклонной круглой стеклянной поверхностью, служащей крышей. К нему примыкают два открытых пространства, углубленная зона отдыха на западной стороне и небольшая площадь на севере. В продольной плоскости наиболее значимым элементом является возвышающаяся арка, которая, по замыслу дизайнера, символизирует арку древней церкви, защитившая часть деревни Моньо от лавины 25 апреля 1986 года, которая полностью разрушила старую церковь. Два колокола, датированные 1746 годом, — единственные элементы, найденные после лавины. Внутреннее устройство очень простое: оно состоит исключительно из двух рядов деревянных скамеек, расположенных по оси алтаря. Алтарь из белого мрамора состоит исключительно из двух блоков. Слева находится статуя Мадонны, стоящая над купелью из светлого мрамора. Строительные материалы: гнейс из карьеров Ривео, белый мрамор долины Печча, железо для несущей конструкции крыши и стекло для крыши.

## Галерея

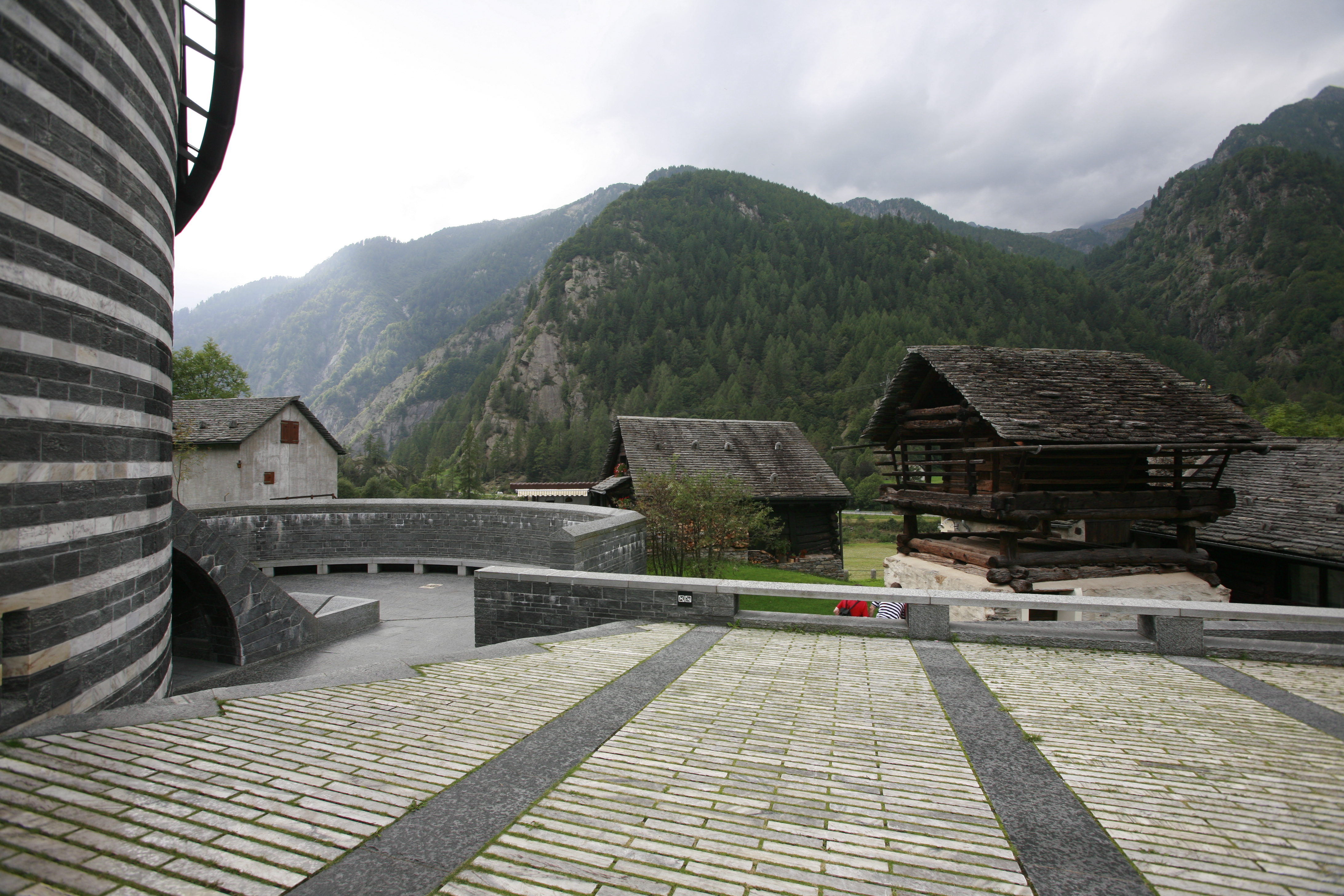
Окружение церкви
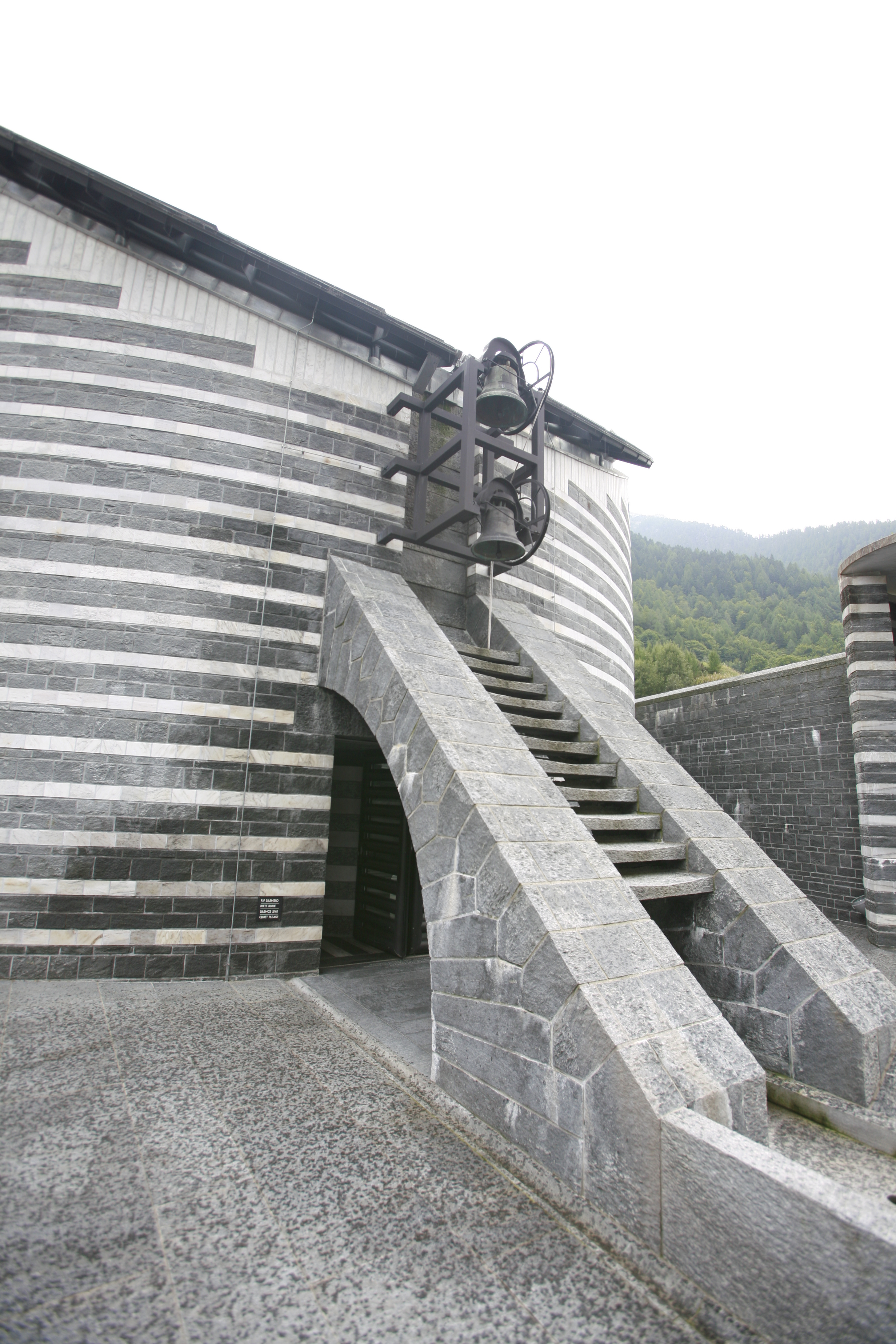
Необычная конструкция колокольни и лестницы к колоколам.